# Bo Carlgren
Bo "Bosse" Carlgren, född 10 april 1944 i Stockholm, är en svensk grafisk formgivare och sångtextförfattare.

## Sångtextförfattare
Som sångtextförfattare har Bo Carlgren sedan 1969 skrivit över 700 texter till flera av Sveriges främsta artister. Bland annat har han varit delaktig i tre stycken bidrag i Melodifestivalen och den bästa placeringen nåddes 1975 med bidraget Sången lär ha vingar (Sylvén, Carlgren) som framfördes av Gimmicks och slutade på en andra plats. Carlgren har även skrivit de svenskspråkiga texterna till Fader Abrahams (Pierre Cartner) smurfsånger som till exempel Hallonsaft, Smurfar alla smurfer och Det finns en smurf i oss alla.

### Uppdragsgivare och medförfattare i urval
- Festfolket/Abba
- Agnetha Fältskog
- Magnus och Brasse
- Anders Berglund
- Lill Lindfors
- Lill-Babs
- Björn Skifs
- Lasse Berghagen
- Svante Thuresson
- Jojje Wadenius